# Berea College
Berea College är ett privat liberal arts college i Berea i Kentucky. Lärosätet grundades 1855 som Berea Institute av abolitionisten John Gregg Fee. Namnbytet till Berea College skedde 1859.

## Personer med koppling till högskolan

### Nobelpristagare
- John Fenn, 2002 (Kemi)

### Kända alumner och forskare

#### Forskning
- bell hooks, filosof

#### Politik och samhälle
- Finley Hamilton, politiker, representanthusledamot
- Juanita M. Kreps, politiker, handelsminister

#### Underhållning och konst
- Tijan Sallah, författare
- Muse Watson, skådespelare